# Alignement pédagogique
 (août 2025).
L'alignement pédagogique (en anglais "constructive alignment) est un concept de pédagogie issu de la théorie constructiviste et de l'éducation basée sur les résultats, qui a été introduit par Biggs en 1996. Cette notion propose un cadre permettant de mettre en cohérence les activités d'apprentissage réalisées au cours d'une formation par rapport aux objectifs d'apprentissage et aux méthodes d'évaluation choisies par l'enseignant.
L'idée sous-tendant le concept d'alignement pédagogique est que le savoir est construit par l'élève lors de l'apprentissage. L'alignement pédagogique intervient donc afin de s'assurer de l'effectivité de la construction de la connaissance dans le cerveau des apprenants.